# ラリー・ウィリアムズ (歌手)
ラリー・ウィリアムズ（Larry Williams、1935年5月10日 - 1980年1月7日）は、アメリカ合衆国ルイジアナ州ニューオーリンズ出身のシンガーソングライターである。1957年から1959年にかけてスペシャルティ・レコードから発売された「ボニー・モロニー」、「ショート・ファット・ファニー」、「スロウ・ダウン」、「ディジー・ミス・リジー」、「バッド・ボーイ」、「シー・セッド・イェー」などで知られる。

## 来歴
1935年5月10日にルイジアナ州ニューオーリンズで生まれる。幼少期に家族とともに西部へ引っ越し、シカゴにある親戚の家でしばらく生活した後、カリフォルニア州のオークランドに移る。幼少期よりピアノを習っていて、10代の頃にレモン・ドロップスという名のR&Bグループに参加した 。
1954年にニューオーリンズに戻り、ロイド・プライスの運転手として働くようになる。その後プライスを始め、ロイ・ブラウン、パーシー・メイフィールドら、スペシャルティ・レコード所属アーティストたちのピアニストとなった。1955年、当時ニューオーリンズでレコーディングをしていたリトル・リチャードと出会い、親交を深めた。リトル・リチャードもまたスペシャルティ・レコードのアーティストだった。ウィリアムズは、プロデューサーのロバート・ブラックウェルに紹介され、同レーベルと契約することとなった。
1957年、ロイド・プライスのカバー曲「Just Because」でデビュー。1957年から1959年にかけてスペシャルティ・レコードにて、「Bony Moronie」や、後にビートルズがカバーした「ディジー・ミス・リジー」「スロウ・ダウン」「バッド・ボーイ」などといったロックンロールのスタンダードを発表する。
スペシャルティ・レコードを離れてからは、チェスやデッカなどのレコード会社を転々とする。
1980年1月7日、ロサンゼルスの自宅で、頭に受けた銃弾により死亡。死因については様々な憶測がなされるが、逮捕あるいは検挙された容疑者が一人も出なかったため自殺と考えられている。